# Тајхи (Ајдахо)
Тајхи (енгл. Tyhee) насељено је место без административног статуса у америчкој савезној држави Ајдахо.

## Демографија
По попису из 2010. године број становника је 1.123.
| Група             | 2000.    | 2010.         |
| Белци             | 0 (0,0%) | 1.017 (90,6%) |
| Афроамериканци    | 0 (0,0%) | 1 (0,1%)      |
| Азијати           | 0 (0,0%) | 6 (0,5%)      |
| Хиспаноамериканци | 0 (0,0%) | 49 (4,4%)     |
| Укупно            | 0        | 1.123         |